# Химна Каталоније
Els Segadors је службена химна Каталоније, аутономне заједнице на североистоку Шпаније. У преводу значи Косци. Била је неслужбена химна каталонског народа од 19. века, а каталонска влада ју је 1993. године прогласила националном химном. 
Химна се темељи на догађају 1639.-1640, када су се Каталонци одупрли грофу-војводи Оливаресу, главном министру краља Филипа IV од Шпаније. тзв. Guerra dels Segadors ili Рат Жетеоца

## Историја
Модерну верзију текста написао је 1899. године Емили Гвајавенц; музику је компоновао Франсиско Алио 1892. године, према популарној верзији текста.

## Текст
| Catalunya triomfant, tornarà a ser rica i plena. Endarrera aquesta gent tan ufana i tan superba.           | Каталонија победоносна, Биће опет богата и плодна, Иза ових људи Тако поносних и гордих.                           |
| Bon cop de falç, Bon cop de falç, Defensors de la terra! Bon cop de falç!                                  | Добар замах српом, Добар замах српом, Бранитељи земље! Добар замах српом!                                          |
| Ara és hora, segadors. Ara és hora d'estar alerta. Per quan vingui un altre juny esmolem ben bé les eines. | Сад је време, косци. Сад је време да будемо спремни. Кад нови јун дође, Наоштримо добро наше алатке.               |
| Bon cop de falç, Bon cop de falç, Defensors de la terra! Bon cop de falç!                                  | Добар замах српом, Добар замах српом, Бранитељи земље! Добар замах српом!                                          |
| Que tremoli l'enemic en veient la nostra ensenya. Com fem caure espigues d'or, quan convé seguem cadenes.  | Нека непријатељ задрхти Кад угледа наше заставе. Као што златно класје косимо, Кад затреба, и окове ћемо покосити. |
| Bon cop de falç, Bon cop de falç, Defensors de la terra! Bon cop de falç!                                  | Добар замах српом, Добар замах српом, Бранитељи земље! Добар замах српом!!                                         |